# Roland Mauch
Roland Mauch (* 12. März 1944 in Graudenz, Westpreußen) ist ein ehemaliger deutscher Diplomat.

## Leben
Nach dem Abitur am Friedrich-Schiller-Gymnasium Ludwigsburg begann Mauch ein Studium der Rechtswissenschaft und ein Grundstudium der Volkswirtschaftslehre an der Ruprecht-Karls-Universität Heidelberg. 1963 wurde er im Corps Saxo-Borussia Heidelberg aktiv. Als Inaktiver wechselte er an die Ludwig-Maximilians-Universität München. Im Rahmen seines juristischen Ausbildung absolvierte er 1969/70 ein Praktikum bei der Europäischen Kommission in Brüssel. 
Nach dem Eintritt in den Auswärtigen Dienst 1973 folgten Verwendungen im Auswärtigen Amt in Bonn, im Generalkonsulat in Johannesburg (Ständiger Vertreter des Generalkonsuls) sowie bei der Ständigen Vertretung bei den Vereinten Nationen in Genf (Wirtschafts- und Umweltreferent). Von 1979 bis 1982 war Mauch Ständiger Vertreter des Botschafters in Somalia. Dort war er zugleich Referent für Entwicklungszusammenarbeit. Anschließend folgten Verwendungen im Auswärtigen Amt in Bonn (Referent für Wirtschaftsfragen der Vereinten Nationen) sowie ab 1985 an der Botschaft in der Sowjetunion (Stellvertretender Leiter der Abteilung für Wirtschaft und Wissenschaft). 1988 wurde er Stellvertretender Leiter des Referats „Europäische politische Zusammenarbeit“ des Auswärtigen Amtes. Im Rahmen dieser Tätigkeit nahm er auch an den Verhandlungen zum Vertrag von Maastricht teil. 1992 folgte eine Verwendung an der Ständigen Vertretung bei der Europäischen Union in Brüssel als Leiter der Politischen Abteilung. 1995 wurde er dann Leiter des Referats GF 04 („Wirtschafts- und Entwicklungsfragen in den Vereinten Nationen“) des Auswärtigen Amtes. Von 2000 bis 2002 war er Stellvertretender Leiter der Abteilung „Wirtschaft und nachhaltige Entwicklung“ (Abteilung 4) des Auswärtigen Amtes. Von 2002 bis August 2005 war Mauch Botschafter der Bundesrepublik Deutschland in Marokko. Anschließend leitete er bis zu seiner Versetzung in den Ruhestand im Jahre 2009 die Deutsche Botschaft in Norwegen.